# Der kleine Stowasser

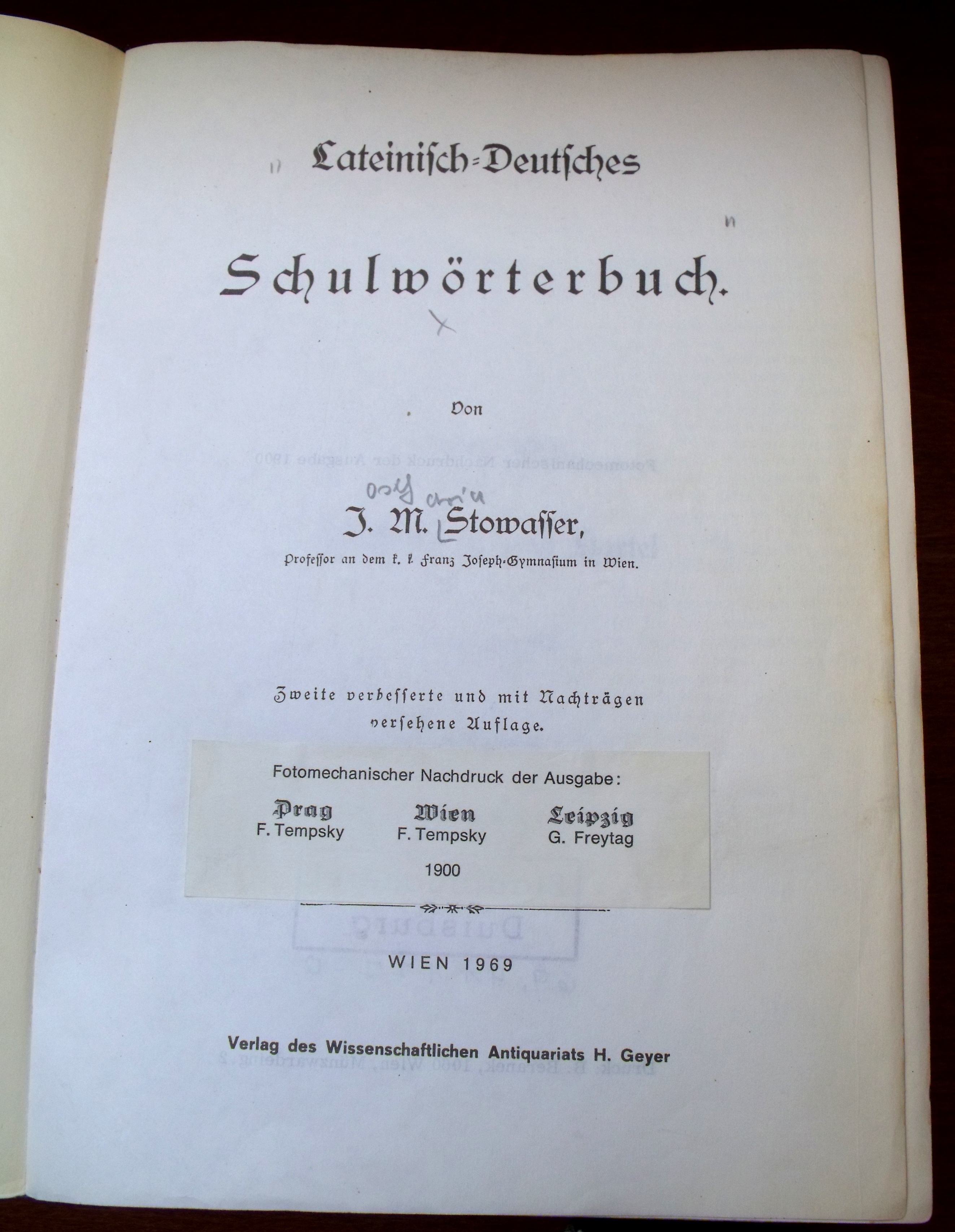
Photomechanischer Nachdruck 1969 einer Ausgabe von 1900

Der kleine Stowasser ist ein lateinisch-deutsches Schulwörterbuch, das 1913 von Michael Petschenig nach dem Modell des „großen“ Stowassers von Joseph Maria Stowasser aus dem Jahr 1894 bearbeitet und herausgegeben wurde. Einleitung und Etymologie stammen von Franz Skutsch.
Bis zur Ausgabe von 1971 waren die deutschen Wörter in Fraktur und die lateinischen in Antiqua gesetzt, was bei der Neubearbeitung 1979 aufgegeben wurde.
Erneut bearbeitet wurde der Stowasser (jetzt nicht mehr Der kleine …) von Fritz Lošek im Jahr 1994. Der farbige Leineneinband der Jubiläumsausgabe wurde vom Künstler Friedensreich Hundertwasser gestaltet, dessen bürgerlicher Name Friedrich Stowasser lautet. Die unterschiedlichen Farben des Einbands, der Tupfen auf dem Einband und des Kapitalbands ergeben hundert verschiedene Kombinationsmöglichkeiten.
Eine weitere Neubearbeitung erschien 2016.

## Aktuelle Ausgabe
- Joseph Maria Stowasser, Fritz Lošek (Hrsg.): Stowasser. Lateinisch-deutsches Schulwörterbuch. Begr. von J. M. Stowasser, M. Petschenig, F. Skutsch. Hrsg. von Fritz Lošek unter Mitwirkung von Barbara Dowlasz (u. a.). Völlige Neubearbeitung. Oldenbourg Schulbuchverlag, Wien/München 2016, ISBN 978-3-637-01549-4, ISBN 978-3-230-04285-9.